# Xilonen Corona
Xilonen Corona est une corona, formation géologique en forme de couronne, située sur la planète Vénus par 51° N et 321° E. Elle est localisée dans le quadrangle de Lakshmi Planum. Elle a été nommée en référence à Xilonen, déesse aztèque du maïs (fertilité). 

## Géographie et géologie
Xilonen Corona couvre une surface circulaire d'environ 300 km de diamètre. 